# Charmosyna wilhelminae
Charmosyna wilhelminae là một loài chim trong họ Psittacidae.